# Ajase Ueda
Ajase Ueda (japonsky 上田 綺世, * 28. srpna 1998) je japonský fotbalista.

## Klubová kariéra
S kariérou začal v japonském klubu Kašima Antlers.

## Reprezentační kariéra
S japonskou reprezentací se zúčastnil Copa América 2019. Jeho debut za A-mužstvo Japonska proběhl v zápase proti Chile 17. června. Ueda odehrál za japonský národní tým celkem 15 reprezentačních utkání.

## Statistiky
| Japonsko | Japonsko | Japonsko |
| Roky     | Záp.     | Góly     |
| -------- | -------- | -------- |
| 2019     | 6        | 0        |
| 2022     | 6        | 0        |
| 2023     | 3        | 1        |
| Celkem   | 15       | 1        |